# Haskala

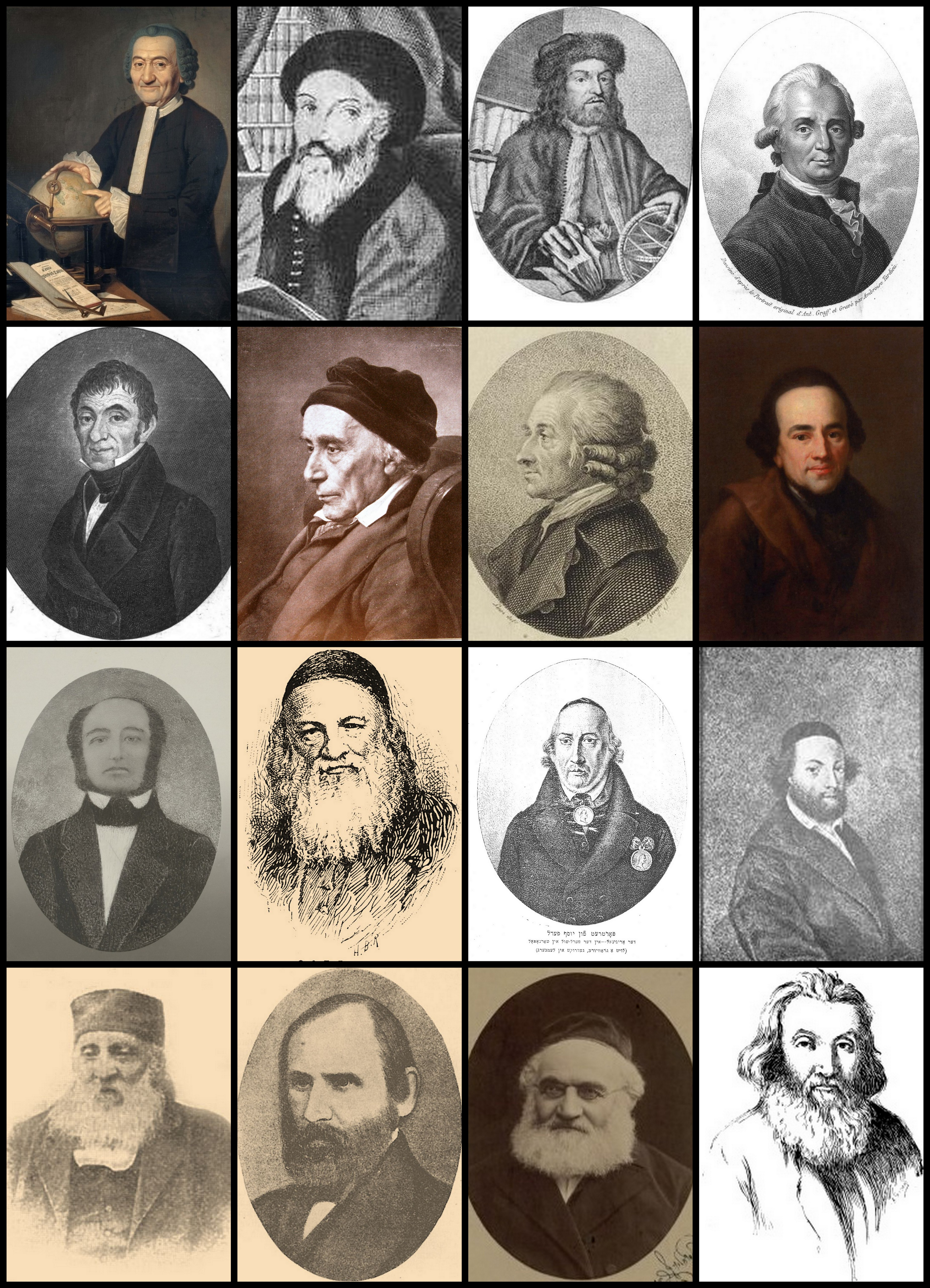
1. Proto-Maskilim : Raphael Levi Hannover • Solomon Dubno • Tobias Cohn • Marcus Elieser Bloch
2. Berlin : Salomon Jacob Cohen • David Friedländer • Hartwig Wessely • Moses Mendelssohn
3. Autriche/Galicie : Judah Löb Mieses • Solomon Judah Loeb Rapoport • Joseph Perl • Baruch Jeitteles
4. Russie : Avrom Ber Gotlober • Abraham Mapu • Samuel Joseph Fuenn • Isaac Bär Levinsohn

La Haskala (en hébreu : השכלה, litt. « Éducation ») est un mouvement de pensée juif des XVIIIe et XIXe siècles, fortement influencé par le mouvement des Lumières. Les promoteurs de la Haskala sont appelés maskilim.
L'introduction de la Haskala au sein des communautés juives de la diaspora a orienté la pensée juive vers les modes de pensée des sociétés contemporaines en Europe. Les premiers à adhérer aux idées de ce mouvement ont été les Juifs allemands, suivis par les Juifs du reste de l'Europe occidentale comme orientale.
Les idées de la Haskala ont également atteint les communautés d'Afrique du Nord et celles des pays musulmans au XIXe et début du XXe siècle. Cette expansion a été liée aux colonisations de ces régions par la France et l'Angleterre.

## Contexte historique
L'instauration de l'égalité des droits pour les juifs, qui accompagna l'émergence d'États-nations occidentaux, affaiblit l'autorité religieuse exercée par les institutions communautaires juives en Europe ; cette érosion des autorités traditionnelles explique, selon les historiens, la formation du mouvement de la Haskala. L'essor de la bourgeoisie favorisa également ce courant d'idées, qui a répondu à un profond besoin de changement de paradigme dans la société juive. 
Le mouvement de la Haskala exerça son influence durant environ cent ans, du milieu du XVIIIe siècle à la seconde moitié du XIXe.
Il a débuté en Allemagne et fut influencé par le Siècle des Lumières en Europe. Les intellectuels juifs mettaient tous leurs espoirs dans ces nouvelles idées, au moyen desquelles, espéraient-ils, ils pourraient améliorer la situation des Juifs européens.

## Réforme des idées
Un des buts de la Haskala était l'éducation : enseigner aux Juifs les fondements d'une culture générale axée sur les sciences, la philosophie et la littérature. Les propagateurs de la Haskala proposaient également certaines réformes de l'éducation traditionnelle, ce qui provoqua une vive réaction des Juifs traditionnels et de leurs dirigeants. Ils firent parfois même appel aux régimes au pouvoir pour qu'ils s'impliquent dans l'application de certaines réformes des systèmes éducatifs existants. Cette dernière initiative n'a fait qu'augmenter la tension avec le judaïsme traditionnel.
Le mouvement de la Haskala prônait aussi le changement et l'amélioration de la situation économique des Juifs, par l'initiation à un mode de vie productif fondé sur l'apprentissage professionnel.
Un des autres desseins de la Haskala était d'améliorer les relations entre les Juifs et les peuples au sein desquels ils vivaient, et ce par l'atténuation des différences visibles existant jusqu'alors. Les penseurs de la Haskala étaient persuadés d'une part qu'il s'agissait là d'une occasion historique qui pouvait permettre une réelle intégration des Juifs dans leur pays respectifs, et d'autre part que les pouvoirs politiques en place partageraient ces objectifs. Ils étaient persuadés que la réalisation de ces objectifs était dépendante d'une acceptation des Juifs de supprimer les barrières qui les séparaient des citoyens des États dans lesquels ils vivaient ; selon eux, les Juifs devaient se comporter, s'exprimer et s'habiller comme leurs concitoyens, et ils pourraient ainsi affirmer leur identité culturelle de Juifs éclairés. En 1843 à Francfort, un groupe de rabbins réformistes allemands réunis autour d'Abraham Geiger participa à ce mouvement en prônant notamment l'abandon de la circoncision . Si cet abandon a échoué en Allemagne, il s'est propagé aux États-Unis.
Au cours du XIXe siècle, les idées de la Haskala touchèrent également les Juifs d'Europe orientale, mais leur application ont pris des formes quelque peu différentes. C'est ainsi que se développèrent deux courants distincts issus de la Haskala ; le premier, présent surtout en Allemagne et en Europe occidentale, suggérait l'intégration des Juifs dans les sociétés économiques chrétiennes par l'introduction de réformes au sein du judaïsme. Le second mettait en avant l'identité du peuple juif.
Le rapport à la langue était l'une des expressions de cette différence ; le mouvement de la Haskala chez les Juifs d'Europe occidentale défendait l'apprentissage de la langue du pays (allemand, français et anglais), alors que celui d'Europe orientale, principalement dans la seconde moitié du XIXe siècle, encourageait l'apprentissage et la pratique de l'hébreu, parallèlement à l'apprentissage de la langue du pays.

## Esprit de tolérance
L'esprit de tolérance se répandit en Europe dès la seconde moitié du XVIIIe siècle au sein des sociétés chrétiennes et en même temps chez des Juifs. Ce rapprochement social était concomitant d'une prise de distance par rapport à la religion. Un exemple célèbre est l'amitié entre Moïse Mendelssohn, intellectuel juif, et Lessing, écrivain chrétien, fait relativement exceptionnel à l'époque, dont on dit qu'elle naquit d'une partie d'échecs.
En Allemagne, Mendelssohn était considéré comme un juif d'un type nouveau. Il s'intéressait aux domaines profanes tels que la littérature, la philosophie, la musique et les mathématiques, lieux d'intérêt communs à d'autres intellectuels chrétiens. La société juive traditionnelle en Allemagne au XVIIIe siècle était peu sensible aux sciences profanes et au rapprochement avec les intellectuels chrétiens. Mais progressivement les esprits se sont ouverts, et certains, dont le rabbin Jacob Emden, se sont rapprochés du monde chrétien.

## Fin de la Haskala en Europe vers 1880
Après les pogroms du début des années 1880 en Europe de l'Est et Russie, la Haskala, fondée sur l'idéologie du progrès, a été discréditée auprès d'une partie de l'opinion juive européenne. Alors est apparu le Mouvement de la Téhia (ou Tehiya - 1880-1920). Ce mouvement prônait la renaissance hébraïque et rejetait l'universalisme et l'idéal d'acculturation de la Haskala. Il aspirait à un nationalisme juif. Si la Haskala a puisé son inspiration dans les Lumières européennes en vue de réorganiser la société juive à l'aune de la modernité, le Mouvement de la Téhia a imité le nationalisme européen du XIXe siècle, son exaltation du peuple et de l'esprit national. 
Rétrospectivement le sionisme (né vers 1890) a revendiqué la Haskala comme son moment fondateur, réduisant par là la diversité idéologique des Lumières juives.

## Une liste d'auteurs liés à la Haskala
- Israel Aksenfeld (1787-1866), dramaturge, nouvelliste.
- Yitsklalk Eichel (1756-1804), dramaturge.
- Shloïme Etinger (1803-1856), fabuliste, dramaturge, auteur de la pièce Serkele.
- Aïzik Meir Dik (1814-1893), nouvelliste, de Lituanie.
- Yankev Dinezon (1856-1919), romancier.
- Avrom-Ber Gotlober (1810-1899), Der Dektukh (Le voile).
- Mensahe Ilier (1797-1831), Lebn Mittel (Le remède).
- Israel Jacobson (1768-1828).
- Shie Mordkhe Lifshitz (1829-1878), lexicographe.
- Moyshe Markuse Ezer Yistrael (Le sercours d'Israël, 1789).
- Moses Mendelssohn (1729-1786).
- Elia Morpurgo (v.1735-1830), homme de lettres, traducteur, éducateur.
- Isaac Leib Peretz (1856-1915).
- Joseph Perl, (1773-1839).
- Sholem Rabinovitch (1859-1916), nouvelliste, dramaturge, romancier.
- Philippe Sarchi (1764-1830), linguiste, philologue.
- Mendl Lefin Satanover (1749-1826).
- Kalman Schulman (1819-1899), historien, poète et traducteur.
- Mendele Moïkher Sforim (1836-1917), romancier, Dos kleyne Mentshele (1862), Di takse (1869).
- Nathan Shternhertz (1780-1845).
- Mordkhe Spektor (1858-1925), romancier.
- Alexander Tzederboïm (1816-1893), journaliste, éditeur.
- Naphtali Herz Wessely (1725-1805).
- Aaron Wolfssohn (1754-1835), dramaturge.
- Louis-Lazare Zamenhof (1859-1917), initiateur de l'espéranto (La Langue internationale, en cinq langues, 1887).

### Ouvrages francophones
- Janine Strauss, La Haskala : les débuts de la littérature hébraïque moderne, Presses universitaires de Nancy, 1991.
- Valéry Rasplus, « Les Judaïsmes à l'épreuve des Lumières. Les stratégies critiques de la Haskalah », ContreTemps, no 17, septembre 2006.
- Stefanie Buchenau et Nicolas Weill (dir.), Haskala et Aufklärung : philosophes juifs des Lumières allemandes, Paris,  CNRS, 2009.

### Ouvrages de référence dans d'autres langues
- (de) Karlfried Gründer et Nathan Rotenstreich (dir.), Aufklärung und Haskala in jüdischer und nichtjüdischer Sicht, Heidelberg, 1990.
- (en) Shmuel Feiner, The Jewish Enlightment, traduit de l'hébreu, University Press of Pensilvania, 2004.
- (de) Andreas Kennecken, Isaac Abraham Euchel: Architekt der Haskala, Göttingen, 2007.
- (en) Shmuel Feiner, Cultural Revolution in Berlin: Jews in the Age of Enlightenment, traduit de l'hébreu, Oxford, 2011.